# Magdeleine Hutin
Magdeleine Hutin (vollständig Élisabeth Marie Magdeleine Hutin), Ordensname Kleine Schwester Magdeleine von Jesus (* 26. April 1898 in Paris; † 6. November 1989 in Rom) war eine französische Ordensschwester und die Gründerin der Kleinen Schwestern Jesu, einer Ordensgemeinschaft, die auf den heiligen Charles de Foucauld zurückgeht. Das Mutterhaus der Kongregation befindet sich in einigen Wohnwagen auf dem Gelände der Trappistenabtei Tre Fontane in Rom.

## Leben

### Gründung der Kleinen Schwestern von Jesus
Magdeleine Hutin entdeckte die Schriften und das Werk Charles de Foucaulds im Jahre 1921. Sie hatte vor, wie er kontemplativ, dabei aber mitten unter den Menschen zu leben und deren Lebensweise zu teilen. Dass ihre angegriffene Gesundheit zu jener Zeit den Aufenthalt in einem sehr trockenen Klima erforderte, nahm sie als göttliche Fügung und reiste mit ihrer Mutter und einer Gefährtin, Anne, die ebenfalls ein geistliches Leben in der Sahara führen wollte, nach Afrika ab. Am 8. September 1939 nahm sie mit Anne das geistliche Leben in Touggourt in Algerien auf, nachdem sie zuvor das kanonische Noviziat bei den Missionsschwestern Unserer Lieben Frau von Afrika in Algier verbracht hatte. An diesem Tag legten die beiden auch die zeitliche Profess ab und fügten ihrem Ordensnamen  das Prädikat von Jesus hinzu, was seither alle Schwestern der Kongregation tun. Die Ablegung der ewigen Profess erfolgte 1942.

### Ausbreitung der Kongregation
Mit dem Ausbruch des Zweiten Weltkrieges kehrte Kleine Schwester Magdeleine nach Europa zurück, wo sie im Erzbistum Aix das erste Noviziat und Mutterhaus der noch jungen Gemeinschaft errichtete, das „Le Tubet“ genannt wurde. 1944 bekam Kleine Schwester Magdeleine durch einen glücklichen Zufall, die Möglichkeit, nach Rom zu reisen. In einer Privataudienz bei Papst Pius XII. ermutigte und bestärkte sie dieser in ihren Bestrebungen. In dieser Zeit hatte Kleine Schwester Magdeleine auch Kontakt zu Frère Roger und der ebenfalls neu entstandenen Gemeinschaft von Taizé.
Bei einer Wallfahrt in Frankreich kam Magdeleine 1946 zu der Auffassung, dass sich Kleine Schwestern Jesu überall auf der Welt niederlassen sollten. Zu dieser Zeit nahm sie selbst mit einigen anderen Schwestern die Arbeit in Fabriken auf, wo sie zuerst in einer Zuckerbäckerei als Arbeiterinnen unter Arbeitern lebten, durch ihren schlichten blauen Habit aber als Ordensfrauen erkennbar waren. Gründungen in der Schweiz, Brasilien, Marokko, dem mittleren Osten, Afrika und Asien folgten. Kleine Schwestern lebten unter chinesischen Lastenträgerinnen, Zirkusleuten, in den Armenvierteln von Rom und in städtischen Hochhaussiedlungen.
1949 hatte die Gemeinschaft mehr als 100 Mitglieder. Magdeleine legte am Weihnachtsfest dieses Jahres das Amt der Generalverantwortlichen nieder, dieses übernahm ihre Mitschwester Jeanne von Jesus. Magdeleine lebte im Folgenden einige Zeit bei den Pygmäen in Belgisch-Kongo. 1952 errichtete sie erste Kommunitäten in den Favelas von Rio und bei indigenen Völkern am Amazonas. 1953 unternahm sie eine Reise nach Asien, um auch dort weitere Kommunitäten zu errichten. Typischerweise bestehen solche Gemeinschaften aus nur wenigen Schwestern. Schon 1959 hatte die Kongregation mehr als 800 Schwestern, die auch in den Ländern hinter dem Eisernen Vorhang willkommen waren.
Magdeleine Hutin starb am 6. November 1989 im Mutterhaus der Kleinen Schwestern in Tre Fontane in Rom und wurde am 10. November dort beigesetzt.

## Seligsprechungsverfahren
Im für sie eingeleiteten Seligsprechungsverfahren erkannte ihr Papst Franziskus am 13. Oktober 2021 den heroischen Tugendgrad zu.